# غريغ ديفيس (موسيقي)
غريغ ديفيس (بالإنجليزية: Greg Davis)‏ هو موسيقي أمريكي، ولد في 8 نوفمبر 1975.

## وصلات خارجية
- الموقع الرسمي
- غريغ ديفيس على موقع ميوزك برينز (الإنجليزية)
- غريغ ديفيس على موقع أول ميوزيك (الإنجليزية)
- غريغ ديفيس على موقع ديسكوغز (الإنجليزية)